# Quebrada Mutún
Die Quebrada Mutún ist ein etwa 100 km langer rechter Nebenfluss des Río Putumayo im Nordosten von Peru in der Provinz Putumayo der Region Loreto.

## Flusslauf
Die Quebrada Mutún entspringt im äußersten Nordwesten des Distrikts Yaguas. Sie durchquert das Amazonastiefland südlich des Río Putumayo in überwiegend ostnordöstlicher Richtung und mündet schließlich 13 km westlich des Distriktsverwaltungszentrums Remanso in diesen. Der Fluss weist auf seiner gesamten Länge ein stark mäandrierendes Verhalten mit zahlreichen Flussschlingen und Altarmen auf. 12 km oberhalb der Mündung trifft ein kleinerer 2 km langer Seitenarm des Río Putumayo von Norden kommend auf die Quebrada Mutún.

## Einzugsgebiet
Die Quebrada Mutún entwässert eine Fläche von ungefähr 900 km². Das Einzugsgebiet der Quebrada Mutún erstreckt sich über den äußersten Nordwesten des Distrikts Yaguas. Im Norden grenzt es an das Einzugsgebiet des oberstrom gelegenen Río Putumayo, im Westen an das des Río Algodón sowie im Süden an das des Río Yaguas.